# Брудзев (гміна)
Гміна Брудзев (пол. Gmina Brudzew) — сільська гміна у північно-західній Польщі. Належить до Турецького повіту Великопольського воєводства.
Станом на 31 грудня 2011 у гміні проживало 6028 осіб.

## Територія
Згідно з даними за 2007 рік площа гміни становила 112.72 км², у тому числі:
- орні землі: 67.00%
- ліси: 18.00%

Таким чином, площа гміни становить 12.13% площі повіту.

## Населення
Станом на 31 грудня 2011:
| Опис     | Загалом | Загалом | Чоловіки | Чоловіки | Жінки | Жінки |
| -------- | ------- | ------- | -------- | -------- | ----- | ----- |
| одиниця  | осіб    | %       | осіб     | %        | осіб  | %     |
| все      | 6028    | 100     | 2950     | 48.94    | 3078  | 51.06 |
| міське   | 0       | 100     | 0        |          | 0     |       |
| сільське | 6028    | 100     | 2950     | 48.94    | 3078  | 51.06 |

## Сусідні гміни
Гміна Брудзев межує з такими гмінами: Владиславув, Домбе, Косьцелець, Пшикона, Турек, Унеюв.